# Marás

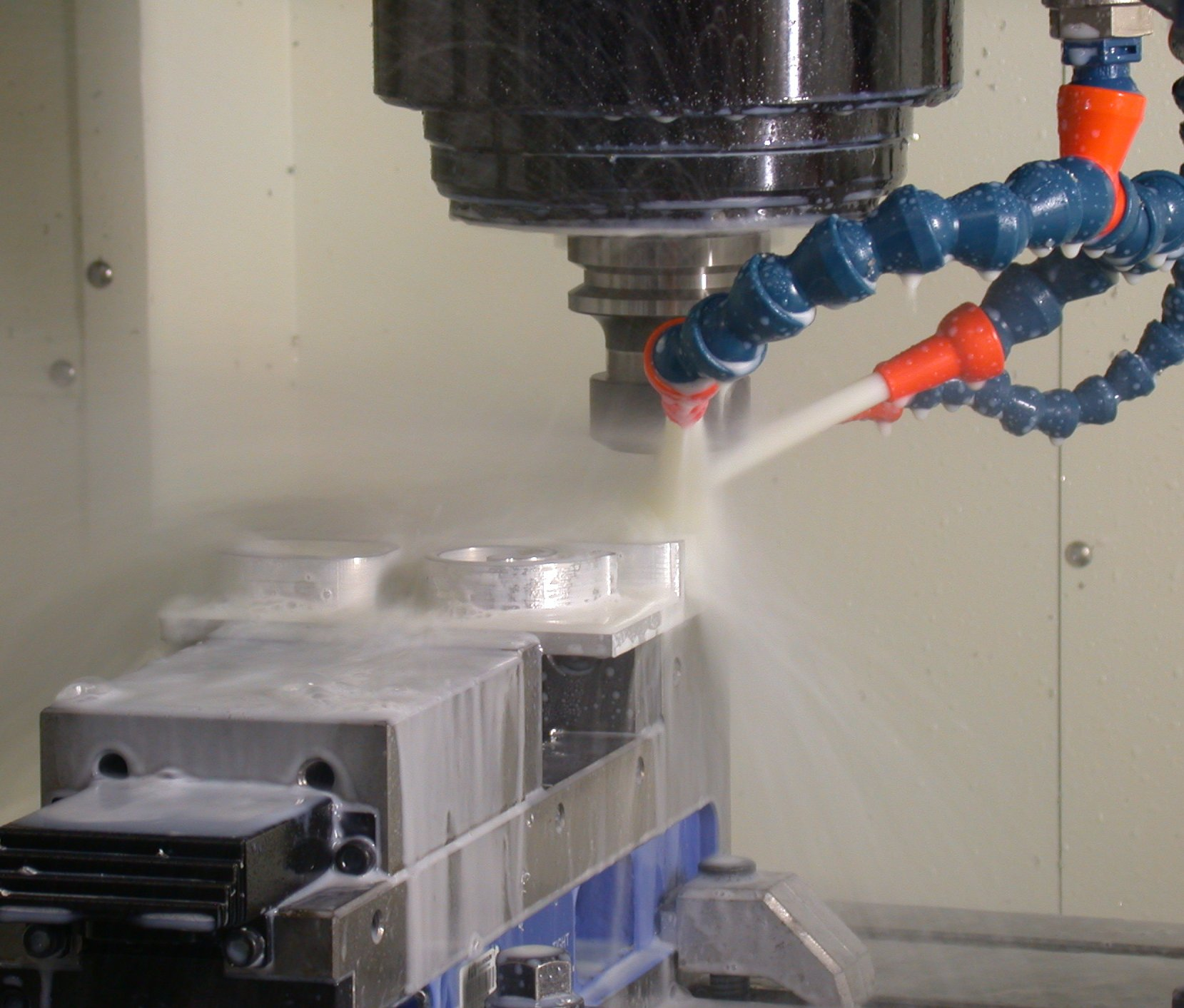
Marás

A marás szabályosan egy- vagy többélű forgácsoló szerszámmal végzett forgácsoló eljárás. A forgó főmozgást mindig a marószerszám, az előtoló mellékmozgást vagy a munkadarab, vagy a szerszám végzi. A marásnak két alapeljárása van: a palástmarás és a homlokmarás.

## Palástmarás
Palástmaráskor a forgácsoló főmozgást a szerszám, az előtoló mellékmozgást a munkadarab végzi. A marótengely párhuzamos a megmunkált felülettel. Palástmarással síkfelületek, hornyok és alakos felületek készíthetők.

### A palástmarás szerszámai

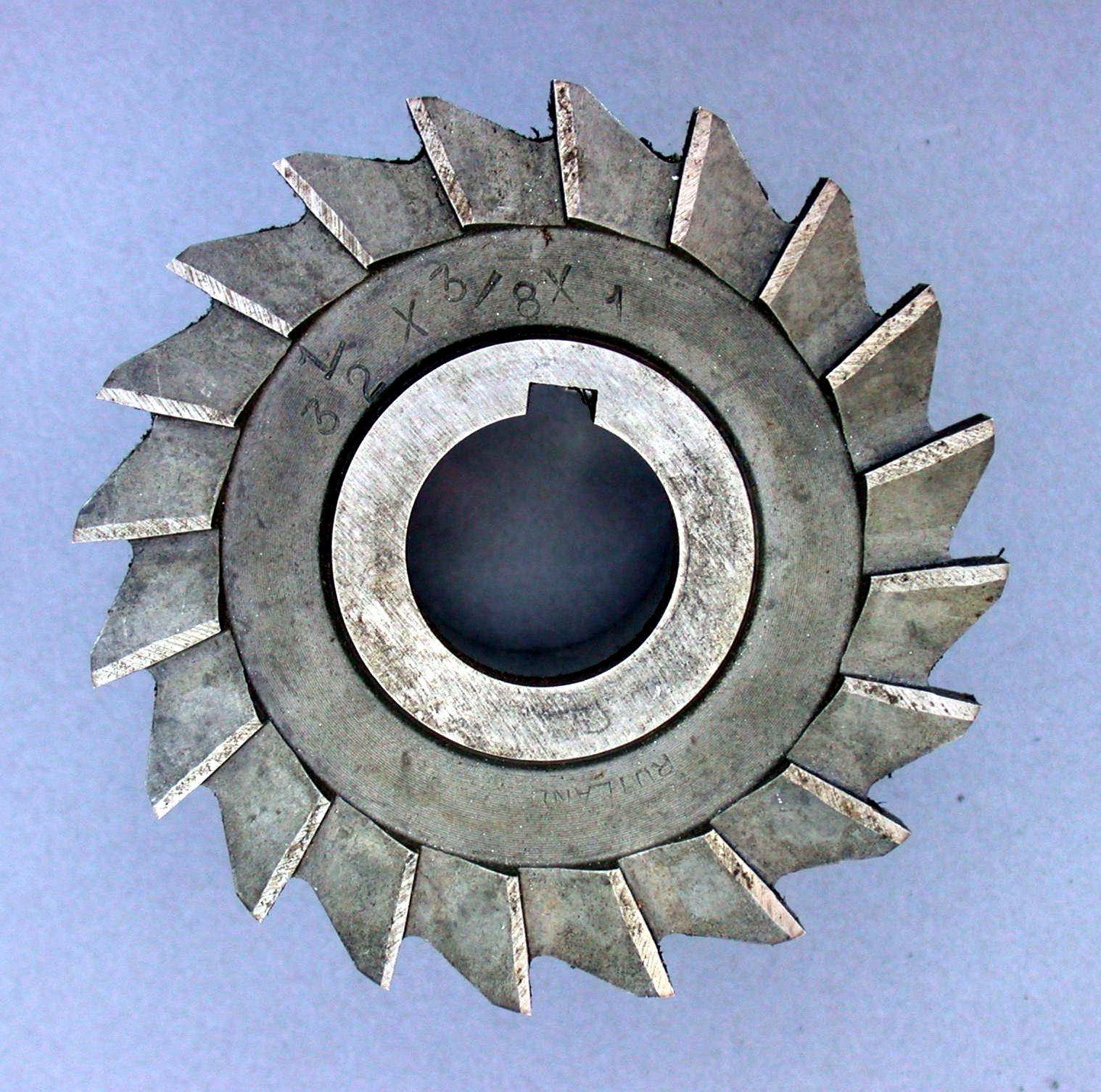
Tárcsamaró

A palástmarók szabályos élgeometriájú, többélű szerszámok. Hengeres testből és annak felületén elhelyezett annyi „esztergakésből” származtathatók, ahány foga van a marónak. Kemény anyagokhoz sűrű, lágyabb anyagokhoz ritkább fogú marókat alkalmaznak.
A palástmaró élei a marótest palástján a tengellyel párhuzamosan vagy ferdén, csavarvonal szerint helyezkednek el. Eszerint megkülönböztetnek egyenes élű és csavart élű (ferde fogazású) palástmarókat. Ezek a szerszámok főleg síkfelületek megmunkálására alkalmasak.
A palástmarók lehetnek tömör vagy szerelt (lapkás) kivitelűek. Hornyok marásához tárcsamarókat használnak. A tárcsamarók keskeny homlokpalástmarók, mindkét oldalukon vannak forgácsoló élek. Lehetnek egyenes és ferde élűek, tömör és szerelt (lapkás) kivitelűek. A kis átmérőjű tárcsamarókat száras kivitelben készítik. Az ilyen marót alakja miatt T-horonymarónak nevezik. Az idommarók hornyok, vezetékek, különféle fogárkok megmunkálására alkalmasak. Keskeny tárcsamarónak tekinthetők a fűrésztárcsák és a körfűrészek is.
Az olyan idommarók fogait, amelyek szelvényének alkotója nem egyenes, hanem valamilyen görbe (általában archimédészi spirál), nem marással, hanem ún. hátraesztergálással készítik. Ha a marással készített idommarók élei elkopnak, és élezésre szorulnak, köszörüléskor megváltozik a szelvény alakja. A hátraesztergált marók ezt a hátrányt kiküszöbölik, mert többszöri utánköszörülést követően is megtartják a szelvény eredeti alakját, csak az átmérőjük csökken.
A palástmarók anyaga általában gyorsacél, ritkábban keményfém. A forrasztott lapkák helyett egyre gyakrabban váltólapkákat alkalmaznak.

### A palástmarás forgácsolási viszonyai
A palástmarásnak két fajtája van: ellenirányú marás és egyirányú marás.
- Ellenirányú maráskor a szerszám nulla forgácsvastagság mellett kezd forgácsolni, és maximális forgácsvastagság mellett hagyja el a munkadarabot. A megmunkáláskor létrejövő erő a munkadarabot fel akarja emelni, emiatt megfelelő leszorítást kell alkalmazni. A marás kezdetekor a nulla forgácsvastagság miatt a szerszám foga nem fog egyből beleharapni a munkadarabba, hanem megcsúszik, azaz csak egy bizonyos megtett távolság után, ami idő alatt a szerszám erősen hozzányomódik a munkadarabhoz. Emiatt igen erőteljes a hátkopás jelensége, illetve a munkadarab felülete e miatt az ugrálás miatt nem megfelelő minőségű lesz. Régebbi marókon csak ez az eljárás alkalmazható.
- Egyenirányú maráskor a munkadarabba behatoló szerszám maximális forgácsvastagságtól halad a nulla forgácsvastagság felé, emiatt a fellépő erő a darabot az asztalhoz nyomja. Az ellenirányú maráskor leírt káros jelenség itt nem jelentkezik, a megmunkált felület szebb lesz. Viszont mivel minden fordulatkor a szerszám ütést szenved, ezért fokozottabb igénybevételnek van kitéve. Csak újabb típusú marókon alkalmazható.

## Homlokmarás

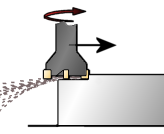
A homlokmarás vázlata

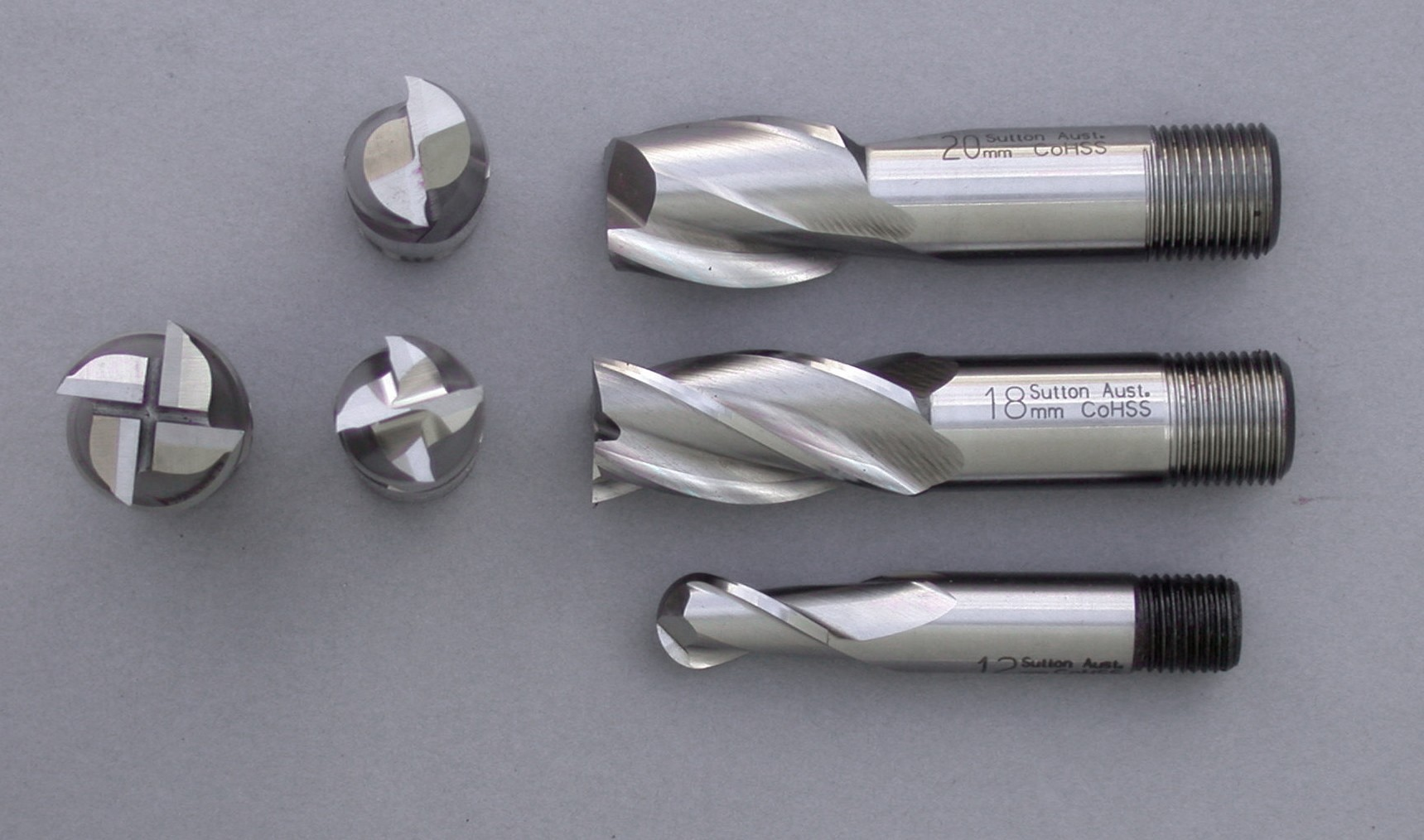
Szármarók

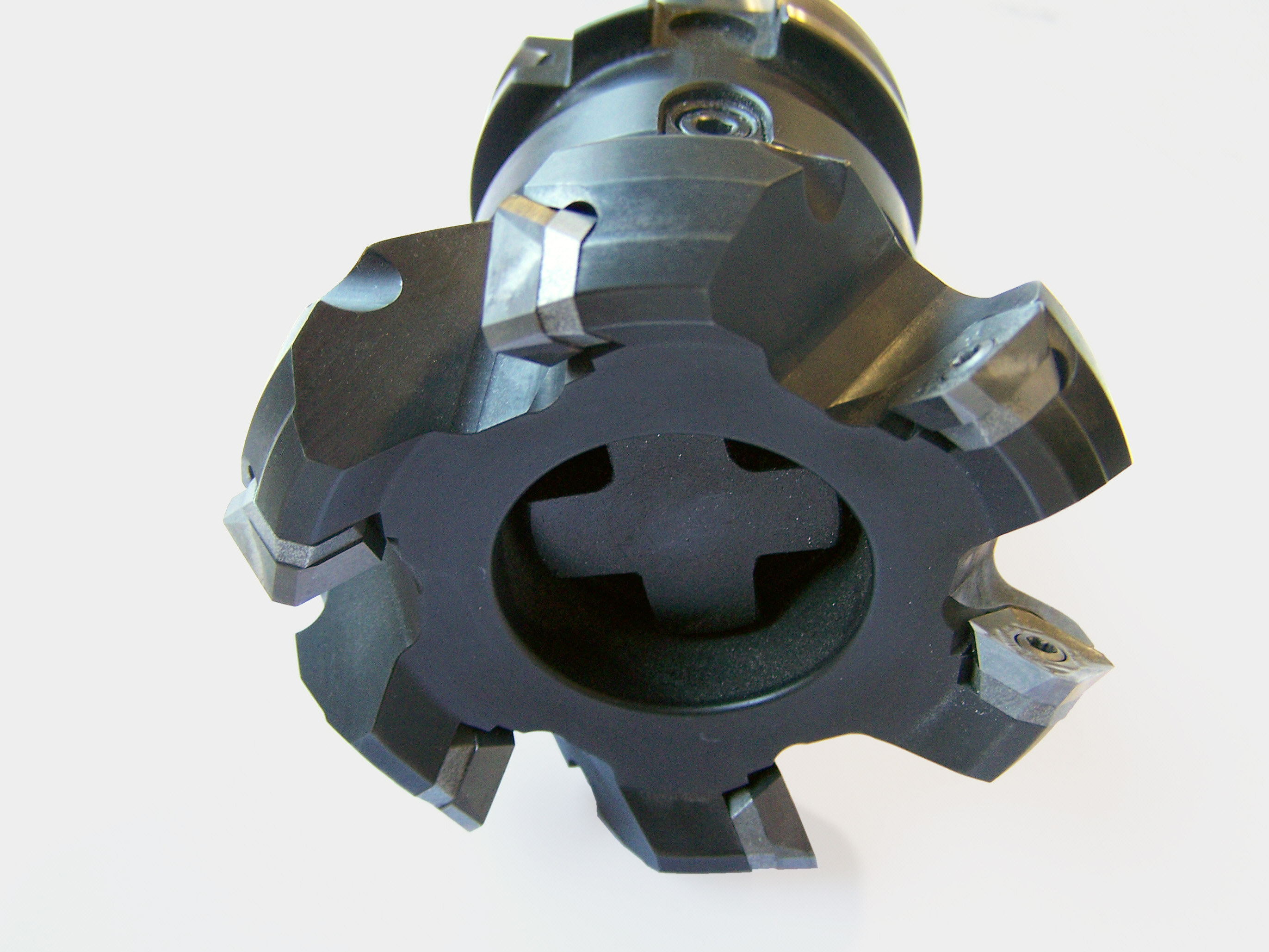
Váltólapkás homlokmaró

Homlokmaráskor a forgácsoló főmozgást a szerszám, az előtolómozgást a munkadarab végzi. A maró tengelye merőleges a megmunkált felületre. Homlokmarással sík felületek készíthetők.

### A homlokmarás szerszámai
A nagy teljesítményű homlokmarók (vagy marófejek) betétkéses vagy betétlapkás kivitelűek. A szerszámsíkok és az élszögek értelmezése az egyélű szerszámok ismertetésekor leírtakkal azonos.

### A homlokmarás forgácsolási viszonyai
Homlokmaráskor a forgácskeresztmetszet változó: legkisebb a belépés vagy kilépés helyén, legnagyobb a marótengely előtolás irányába eső szimmetriasíkjában. Itt jelentkezik az egy fogra eső előtolás, ami a homlokmarás fontos forgácsolási jellemzője.

## Marógépek

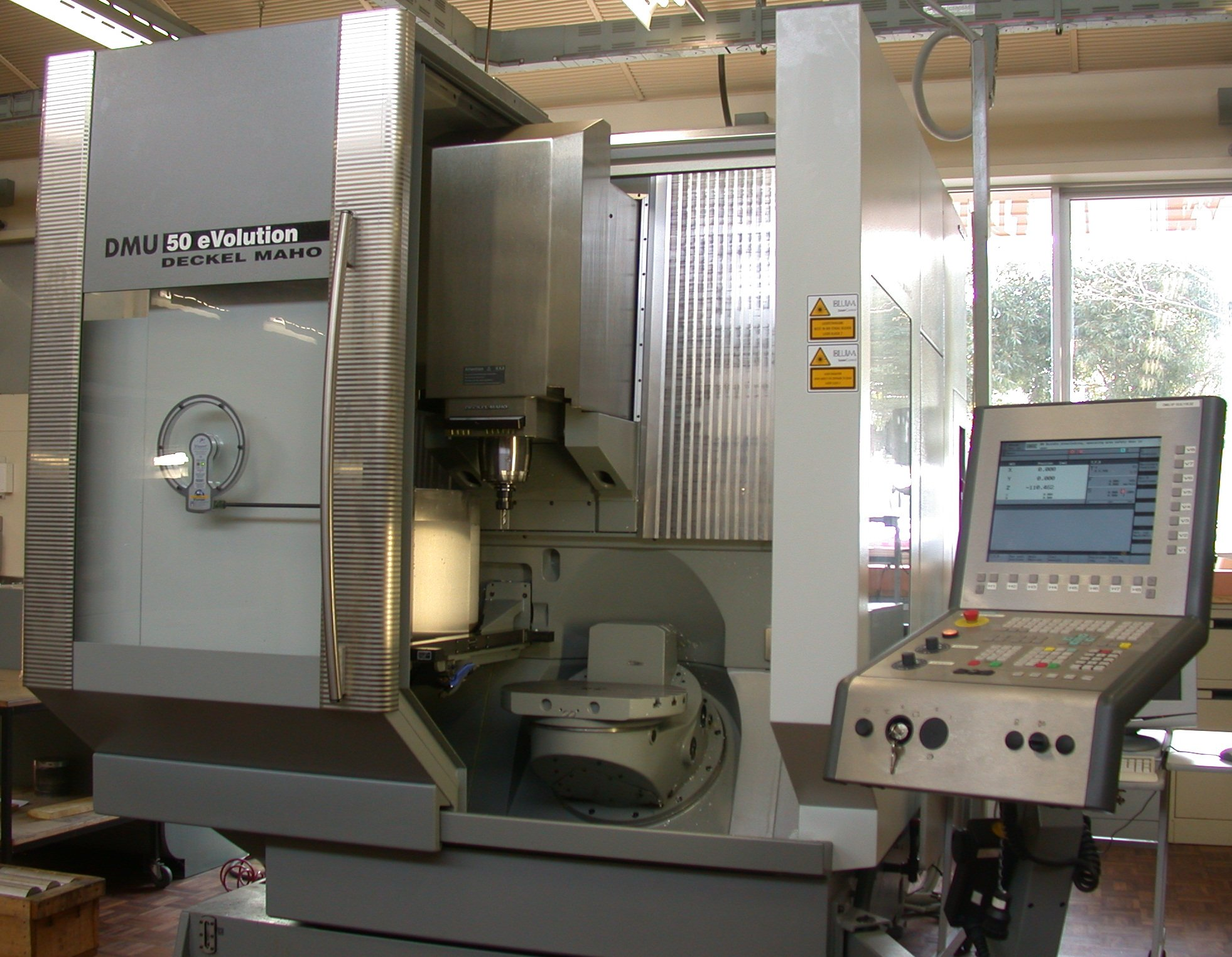
CNC megmunkáló egység

A marógépek sík és alakos felületek, valamint ezek kombinációinak előállítására használhatók. Termelékenységük általában nagyobb, pontosságuk jobb, mint a hasonló feladatok ellátására szolgáló gyalugépeké, és bonyolultabb alakzatok készítésére is alkalmasak. A marószerszámok befogása és forgatása (főmozgás) a speciálisan kiképzett maróorsóval történik. A maróorsó helyzete vízszintes és függőleges lehet. A mellékmozgásokat általában a munkadarab végzi szánrendszerek segítségével. A mellékmozgások egyenes vonalú vagy forgómozgások lehetnek.
A marógépek a rajtuk végzendő feladatok szerint specializálódtak. Megkülönböztetünk konzolos, sík-, másoló, menet-, fogazó és különleges marógépeket, valamint CNC maró egységeket.

### Egyetemes marógép

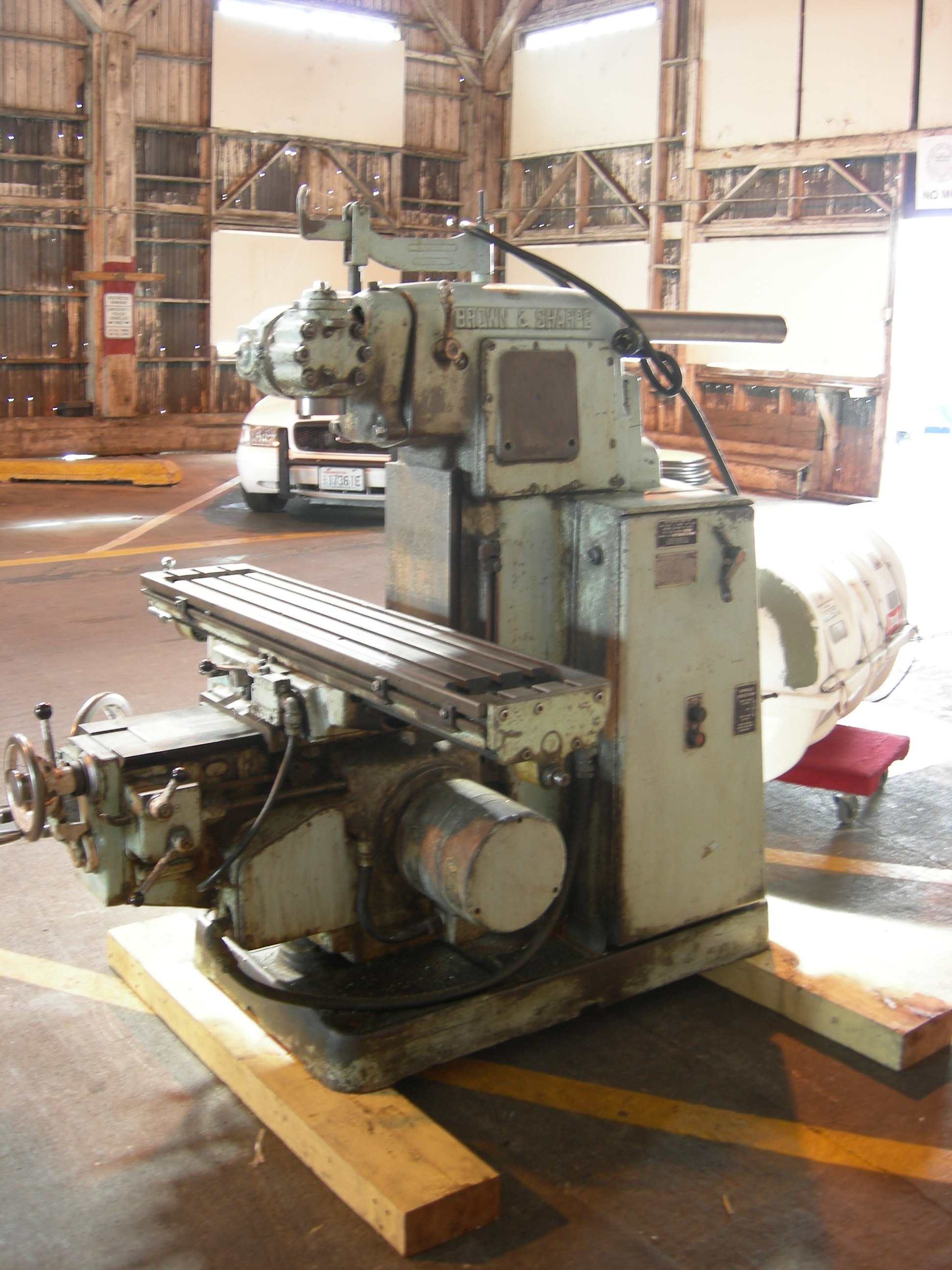
Egyetemes marógép

Az egyetemes marógép a konzolos marógépek csoportjába tartozik. A maróorsó vízszintes elhelyezésű. A maróorsóba befogott marótengely végét a gerendán elhelyezett állítható helyzetű orsócsapágy (bak) támasztja meg.
Az állvány merev, üreges kiképzésű, benne helyezik el a többfokozatú maróorsó-hajtóművet. Az előtoló-hajtóművet a szánrendszerbe építik be. A konzol az állvány homloklapján lévő sík vezetéken csúszik, és a konzolemelő orsóval függőleges irányban mozgatható. A konzol felső részén kialakított vezetékben mozog az asztalt hordó keresztszán. A keresztszánon van a forgózsámoly, amely az asztalnak a függőleges tengely körüli ±30°-os elfordulását teszi lehetővé. Az asztal vagy hossz-szán ennek a vezetékén csúszik, így a munkadarab mindhárom koordináta irányában mozgatható. Az asztal felső részét sík lapnak képezik ki, amelyen T-hornyok vannak a munkadarab vagy a készülékek (gépsatu, osztófej stb.) felfogására.
Az egyetemes marógép függőleges tengelyű marófejjel is felszerelhető. Ilyenkor az eredeti maróorsó végére kúpkerék kerül, a függőleges fejet az állvány homlokvezetésére erősítik. A maróorsó ekkor függőleges, de a vízszintes tengely körül ±45°-ban dönthető is. Az ilyen marófej alkalmazásakor a gerendát hátratolják.

### Vízszintes marógép
A vízszintes marógép csak abban különbözik az egyetemes marógéptől, hogy az asztal elforgatását biztosító forgózsámoly nincs a gépen. Így spirális felületek (pl. csigafúró hornya) nem készíthetők. Ezen kívül nem lehet rájuk függőleges fejet sem felszerelni. Már nem gyártják.

### Függőleges marógép
A függőleges marógép is a konzolos marógépek csoportjába tartozik. Felépítése gyakorlatilag megegyezik a függőleges fejjel felszerelt egyetemes maróéval, de a marófej sokkal merevebb szerkezetű. A függőleges marógépnek nincs forgózsámolya, így az asztala nem fordítható.

### CNC-marók felosztása a tengelyek száma szerint
- 2,5D-s maró (síkmaró): a szerszám (vagy a munkadarab) vagy az X és Y, vagy csak a Z tengely mentén tud mozogni, azaz síkfelületet tud marni, vagy fogást tud venni.
- 3D-s maró: a szerszám (vagy a munkadarab) egyszerre tud mozogni az X, Y és Z tengelyek mentén. Ez lehetővé teszi háromdimenziós felületek megmunkálását.
- 4D-s maró: a szerszám (vagy a munkadarab) az X, Y és Z tengely mentén tud mozogni, illetve egy tengely körül tud forogni (A tengely).
- 5D-s maró: a szerszám (vagy a munkadarab) az X, Y és Z tengely mentén tud mozogni, illetve az X és Y tengely körül tud forogni (A és B tengely).

Elterjedt az a megoldás is, hogy a szerszám X, Y és Z mentén mozog, míg a munkadarab A, B és C tengely mentén forog. Ez a megoldás ugyanúgy öttengelyű, mivel a C tengely menti forgást a szerszám is végzi.

## A szerszám és a munkadarab befogása

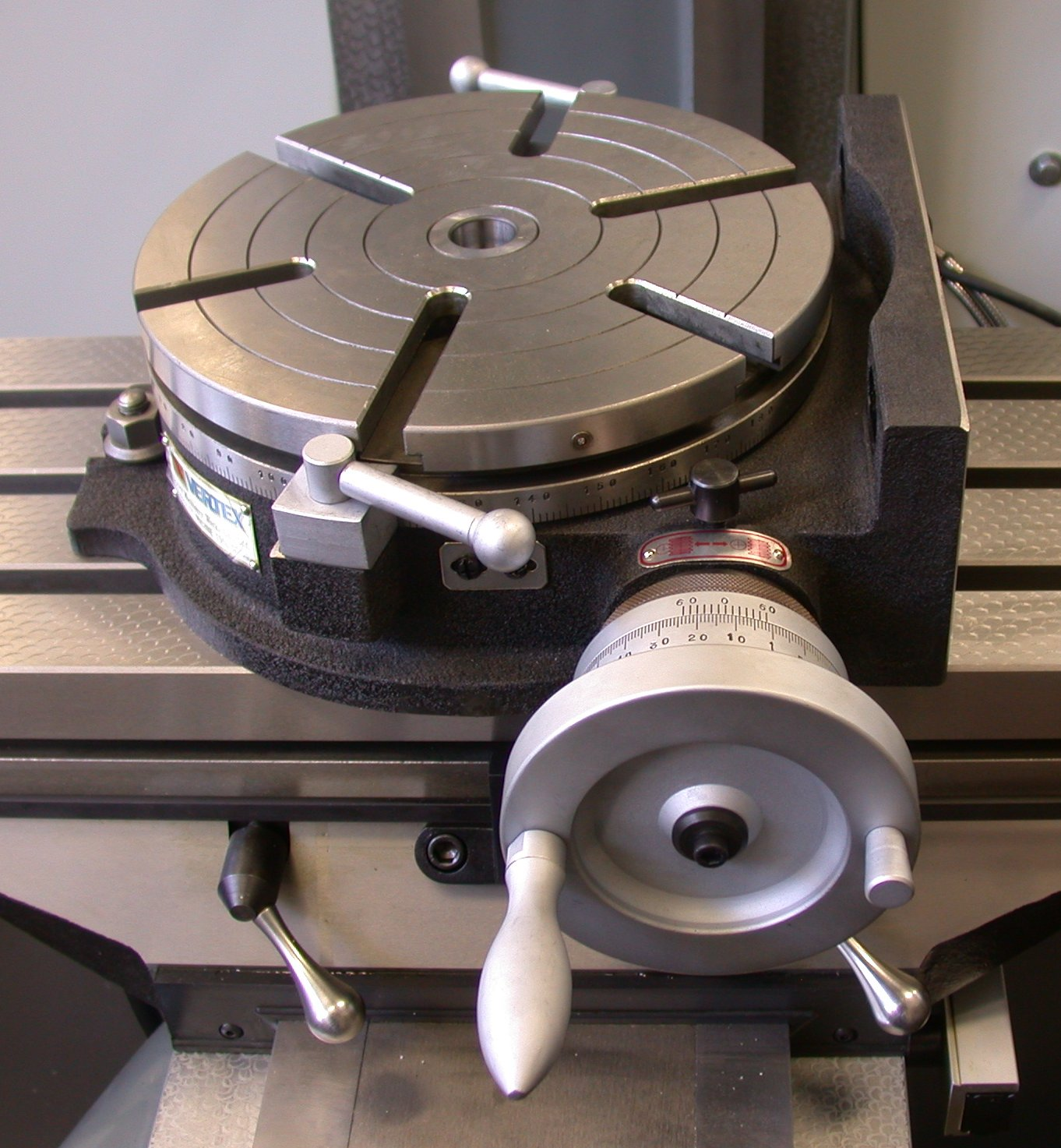
Körasztal

A marók befogásakor két szempontot kell figyelembe venni: egyrészt megfelelő legyen a futáspontosság, másrészt biztosítható legyen a nyomatékátadás. Ezt a maróorsók furatának meredek- vagy Morse-kúpos kiképzésével, és behúzószár alkalmazásával oldják meg. Emellett rengeteg egyéb megoldás is létezik, a legkülönfélébb zsugorkötésektől kezdve (pl. TRIBOS) a hagyományos mechanikusokig (pl. Capto).
A palástmarókat általában marótengely segítségével fogják be, amely mindkét végén csapágyazott. A nyomaték átadása retesz segítségével történik.
A homlokmarókat marótüskével fogják be. A kisebb teljesítményű, 32 mm-nél kisebb átmérőjű hengeresszárú marókat maróbefogó fejbe fogják be. A nyomaték átadása itt a hengeres felületen súrlódással történik, ezért az anyát nagy erővel kell megszorítani. Morse-kúpos főorsónál is behúzószárat alkalmaznak.
A munkadarab helyzetének a pontos meghatározása és merev befogása maráskor is nagyon fontos feladat. Ehhez gyakran nem használnak külön készüléket, hanem a munkadarabot közvetlenül a gép asztalára fogják fel szorítóvasakkal.
Kisebb munkadarabokat a gépasztalra szerelt gépsatuba lehet befogni. A körasztalt körszimmetrikus felületszakaszok vagy előírt szöghelyzetű felületek marásakor alkalmazzák. A körasztal a ráerősített munkadarab függőleges tengely körüli forgatását és egyes szöghelyzetekben való rögzítését teszi lehetővé. A szögeket a szögskálán, egyes típusoknál a osztótárcsával lehet beállítani. A munkadarabok vízszintes tengely körüli forgatása, vagy előírt, pontos, szöghelyzeteinek beállítása osztófejjel történhet (pl. fogaskerekek, sokszög-keresztmetszetű darabok, spirálfelületek stb. marásakor).
Jelenleg a CNC CNC maró- és gravírozógépeket számos gyártási területen használják. Nagyra értékelik magas hatékonyságáért, sokoldalúságáért és az elvégzett munka minőségéért.
Ezeknek a gépeknek az előnye, hogy alapvető és speciális tulajdonságaik révén a gyártási folyamat a lehető legtechnológiaiabbá és rugalmasabbá válik. A „marógép” bevezetésének hatékonysága nemcsak a termelékenység növelésében rejlik a munkadarabok vágására és fúrására szolgáló kézi munka cseréjével kapcsolatban. A maró- és gravírozógépeket a gyártás különféle területein használják, és egyszerűségük miatt nem csak a szakemberek, hanem azok is, akik nem rendelkeznek speciális oktatással. Ez a berendezés általában három összetevőből áll: orsó, koordináta tábla és vezérlőállomás. Nagyra értékelik nagy hatékonyságának, valamint a műveletek pontosságának, minőségének és sokoldalúságának köszönhetően.